# Euphorbia namibensis
Euphorbia namibensis är en törelväxtart som beskrevs av Hermann Wilhelm Rudolf Marloth. Euphorbia namibensis ingår i släktet törlar, och familjen törelväxter. IUCN kategoriserar arten globalt som livskraftig. Inga underarter finns listade i Catalogue of Life.